# Henri Capitant
Pour les articles homonymes, voir Capitant.
Henri-Lucien Capitant, né le 15 septembre 1865 à Grenoble (Isère) et mort le 21 septembre 1937 à Allinges (Haute-Savoie), est un juriste français spécialiste du droit privé,, père de René Capitant.
Aujourd'hui, il est notamment célèbre pour avoir lancé la première édition des Grands arrêts de la jurisprudence civile (1934) et du Vocabulaire juridique (1936), respectivement recueil de jurisprudence et dictionnaire de droit de référence,. Malgré sa mort, leurs éditions contemporaines conservent son nom parmi les auteurs en souvenir de sa mémoire,,.

## Biographie

### Carrière universitaire
Issu d'une famille d'industriels grenoblois de la peausserie,[réf. nécessaire] c'est à Grenoble qu'il fait ses études secondaires, puis sa licence en droit (1882-1885), jusqu'à la soutenance de sa thèse en 1889 à Paris,. Celle-ci portait sur la loi Falcidie en droit romain, et les clauses d'emploi et de remploi dans les contrats de mariage en droit français. Il passe l'épreuve avec succès, et obtient donc son doctorat en 1889.

#### Carrière à la Faculté de droit de Grenoble
Agrégé en 1891, il est d'abord nommé formellement à Aix-en-Provence pour quelques jours, puis est finalement affecté à Grenoble,. En plus de sa chaire d'État de droit civil (1891-1896), il donne des cours complémentaires d'abord, sur les sciences pénitentiaires (1893-1895), ensuite sur la législation industrielle (1895-1896),.
En 1896, il est titularisé en tant que professeur de procédure civile et continue d'enseigner la législation industrielle et commerciale (1896-1902),. En 1902, il demande et obtient son transfert à une chaire de droit civil,, dont il était déjà autorisé depuis 1896 à faire le service de l'enseignement. En complément, il donne toujours des cours en législation économique et industrielle (1902-1908).

#### Carrière à la Faculté de droit de Paris
En 1909, il est nommé agrégé à la Faculté de Droit de Paris,, après avoir été chargé de cours en législation industrielle (1908-1909). Notamment, il remplace Raymond Saleilles dans ses enseignements de législation comparée. Son travail est vite apprécié, car il devient professeur-adjoint, dès 1909, puis professeur de législation civile comparée, en 1912, jusqu'à son transfert à une chaire de droit civil, en 1918, qu'il tiendra pendant 18 ans.
C'est à ce titre qu'en 1931 il est envoyé en mission à la Maison franco-japonaise de Tokyo, réorientant les activités de cette institution vers le droit.

### Carrière politique
À partir de 1896, il est membre du conseil municipal de Grenoble, puis en 1904, devient adjoint au maire républicain, jusqu'en 1905. À l'issue du premier tour des élections législatives de 1906, sa candidature est mise en ballottage au point qu'il la retire au second tour au profit du candidat socialiste Cornand.

## Responsabilités et honneurs

### Responsabilités et honneurs nationaux
En 1920, il est membre du Conseil consultatif de l'enseignement public. À partir de 1924, il codirige, d'une part, avec Georges Ripert, la Revue critique de législation et de jurisprudence, et d'autre part, avec Édouard Lambert, un recueil d'Espèces choisies empruntées à la jurisprudence publiées par un groupe de professeurs de droit.
En 1929, il est élu membre de l'Académie des sciences morales et politiques,, dans sa Section de Législation. Entre autres, il sera notamment, délégué des Facultés de Droit au Conseil supérieur de l'instruction publique, membre du Conseil d'administration de l'Institut pour l’unification du droit privé de Rome,, et président du contentieux de la Banque de France.
Dans l'ordre national de la Légion d'honneur, il est reçu d'abord au grade d'officier (décret du 11 février 1924), puis de commandeur (décret du 9 décembre 1932).

#### Association des Juristes de Langue Française: création
En 1935, il fonde l'Association des Juristes de Langue Française, qui prendra le nom d'Henri Capitant après sa mort, et dont il est le premier président. Elle réunit des juristes réformateurs, en général proches de la Résistance, et attachés au maintien du rayonnement de la culture juridique française à l'étranger.
Avec l'ouverture à des juristes de pays non francophones, l'association prend d'abord le nom  d'Association pour la Culture Juridique Française, et ensuite, celui définitif d'Association Henri Capitant des Amis de la Culture Juridique Française. De manière plus commune, elle est souvent appelée aujourd'hui Association (Henri) Capitant.

### Responsabilités et honneurs internationaux
Sa notoriété est aussi internationale. Il reçoit des doctorats honoris causa des Universités de Bucarest, de Liège et de Varsovie. Il endosse des responsabilités de secrétaire général de la commission franco-italienne chargée de préparer un code commun des obligations, et d'envoyé en mission au Japon. Il est membre associé des Académies de Belgique, d'Italie, de Roumanie, et membre de l'Académie Internationale de droit comparé.

## Distinctions
- Commandeur de la Légion d'honneur (1932)

## Œuvres sélectives

### Introduction à l'étude du droit civil: élaboration de théories générales
En 1898, dans son Introduction à l'étude du droit civil, il s'attache à la construction d'une théorie générale des droits (et du « droit d'avoir des droits ») de la capacité, des personnes physiques et morales et des actes juridiques, inspirée du modèle du Bürgerliches Gesetzbuch (BGB). À seulement 33 ans, il offre dans ce livre d'enseignement, un large exposé des règles juridiques aux étudiants de première année de droit, conformément à l'arrêté du 24 juillet 1895, influencé par Claude Bufnoir. À la suite de la lecture de la Méthode d'interprétation de François Gény, une plus grande place est laissée à la méthode juridique dans son Introduction, à partir de la deuxième édition de 1903. Malgré sa jeunesse, sont déjà présents dans ce livre son « talent fait de clarté et de franchise, esprit logique, langue classique » selon Georges Ripert.

### Cours de législation industrielle: contribution à l'élaboration d'une doctrine travailliste
Avec son Cours de législation industrielle, seul en 1912, puis avec la collaboration de Paul Cuche en 1921, il participe à l'apparition d'une doctrine travailliste,, en plus de nombreux rapports. Au-delà de son appartenance au Conseil supérieur du Travail, et de ses articles sur les accidents du travail, les retraites ouvrières et le contrat collectif de travail, il soutient en 1911, devant la Société d'études législatives, un projet d'extension de la capacité des syndicats. En 1934, dans sa préface au Traité des accidents du travail et des maladies professionnelles, de MM. André Rouast et Maurice Givord, il est favorable à une conciliation « quand il s'agit d'interpréter les lois sociales, il faut tempérer l'esprit de juriste en y ajoutant quelques gouttes d'esprit social, sinon on risque de sacrifier la vérité à la logique ».

### Cours élémentaire de droit civil: renouveau du manuel de Droit
En 1914, il publie avec son aîné Ambroise Colin, professeur de droit civil à la Faculté de Paris, un Cours élémentaire de droit civil, volume en trois tomes,. Chaque numéro d'entre eux correspond à une année du cursus de l'étudiant en droit. Ce sera « l'œuvre capitale de sa vie » pour Georges Ripert. En 1916, leur ouvrage est honoré du prix Jean-Baptiste Chevalier. Sa spécificité tient à la recherche à la fois de la pédagogie pour les étudiants et praticiens, et du service de la science du Droit civil.
À l'image du Traité élémentaire de droit civil (1899) de Marcel Planiol, quinze ans plus tôt, il renouvelle la formule du manuel par l'association de l'étude du Code civil, de la considération de la législation spéciale et de la jurisprudence, ainsi que de l'attrait pour les questions d'actualité. Excluant avoir fait mieux que Planiol, dans leur préface, les deux auteurs du Cours élémentaire rendent hommage à son Traité, qui a favorisé la reconnaissance de la jurisprudence comme source du droit.
« Pondération dans le jugement », « finesse dans l'analyse », « sagesse dans les conclusions », « clarté dans la discussion », autant de qualités qui feront le succès de ce Cours élémentaire selon Georges Ripert. « De l'aveu des meilleurs juges, cet ouvrage, [...] est l'exposé le plus solide et le guide le plus sûr aussi bien pour la pratique que pour l'étude » estimera en 1929, le doyen de la Faculté de Droit de Paris, Henry Berthélemy. Pour le doyen de la Faculté de Droit de Caen, Edmond Villey, « on est frappé, en lisant ces pages, de la belle ordonnance des matières, de la clarté et de la précision du style, du soin constant d'aller droit au but en élaguant les détails secondaires, et de corroborer la conclusion de la théorie par les décisions jurisprudentielles les plus topiques. C'est un modèle de composition juridique ».

### Vocabulaire juridique: direction et publication
En 1930, il dirige un Vocabulaire juridique,, lexique des termes juridiques de droit civil et sur la législation industrielle. Sa première publication aura lieu en 1936 ; et sera couronnée par l'Académie des sciences morales et politiques et par l'Académie française. Comme l'indique son sous-titre, il est « rédigé par des Professeurs de Droit, des Magistrats et des Jurisconsultes ». Soucieux de s'adresser tant aux juristes qu'aux non-juristes et étudiants, Henri Capitant dans sa préface avertit : « De même qu'il faut d'abord apprendre sa langue pour connaître un peuple étranger, pour comprendre ses mœurs et pénétrer son génie, de même la langue juridique est la première enveloppe du droit, qu'il faut nécessairement traverser pour aborder l'étude de son contenu ».
Selon le professeur Philippe Malinvaud, président d'honneur de l'Association Henri Capitant, Vocabulaire juridique est un « titre trop modeste pour ce qui était déjà un véritable dictionnaire ». À partir de 1972, une nécessaire refonte de treize années du Vocabulaire juridique sera lancée par un comité de direction sous la présidence de Gérard Cornu. Elle aboutira en 1987 à une première édition avec la définition de 9 078 mots, au lieu de 2 825 dans l'ouvrage de 1936. Ouvrage de référence à succès, sa onzième édition a eu lieu en 2016.

### Grands arrêts de la jurisprudence civile: innovation pédagogique
En 1934, il renouvelle la pédagogie universitaire avec la première publication d'un recueil des Grands arrêts de la jurisprudence civile,. À travers l'étude des décisions de la Cour de cassation prises entre 1808 et 1933, il illustre les matières de son Cours élémentaire de droit civil, déjà écrit en 1914 avec Ambroise Colin. Dès la première phrase de sa préface de la première édition, il n'hésite pas à parler des Grands arrêts « comme une annexe du Cours élémentaire de Droit civil ».
La nouveauté réside dans les observations préparées pour faciliter la lecture aux étudiants. Selon Henri Capitant, leur triple objet est « de préciser l'état de la question au moment où la Cour de cassation a statué, d'indiquer les principales décisions postérieures rendues sur la même question et de relever l'opinion de la doctrine ». Sa volonté est de « mettre les étudiants et tous ceux qui s'intéressent au Droit civil en contact direct avec la jurisprudence ».
Ouvrage de référence, les Grands arrêts de la jurisprudence civile seront précurseurs de tous les recueils de Grands Arrêts, au point d'en devenir une collection de la maison d'édition Dalloz : Grands arrêts de la Jurisprudence commerciale, Grands arrêts de la Jurisprudence administrative, Grands arrêts de la Jurisprudence pénale, etc. Victime de son succès, la troisième édition sera épuisée pendant plusieurs années. Une quatrième édition voit le jour en 1964 après une refonte de l'ouvrage. Avec le consentement des héritiers d'Henri Capitant, ce travail a été pris en charge par Léon Julliot de la Morandière (membre de l'Institut, doyen honoraire de la Faculté de Droit et des Sciences économiques de Paris) et Alex Weill (doyen de la Faculté de Droit et des Sciences politiques et économiques de Strasbourg).

## Opinions et idées

### Libéral progressiste
« C'était un libéral, mais progressiste et non conservateur. il croyait à l'existence d'un droit naturel, mais il n'admettait pas que ce droit fût immuable. Il avait foi dans le progrès et acceptait facilement l'idée moderne de solidarité comme propre à inspirer des solutions nouvelles » selon Georges Ripert.
Ses études sur la législation industrielle témoignent de la voie qu'il a mené en faveur de la création d'un nouveau droit du travail en France. En droit de la famille, il est partisan d'une réforme pour la capacité de la femme mariée (« La réforme du mariage », Dalloz, 1919 ; « L'abolition de l'incapacité de la femme mariée », Dalloz hebdomadaire, 1932, Chron. 97), mais demeure réservé sur l'évolution du statut de l'enfant légitime, par rapport à celui de l'enfant naturel.
Favorable au modèle de l'assurance, et un des premiers à s'intéresser à la couverture des accidents automobiles, il participe à la préparation des lois de 1930 et de 1927 sur les assurances.

### Loi: critique de sa qualité
« Incorrections de langage, impropriétés des termes, omissions et, ce qui est plus grave encore, reproduction inexacte et incomplète des parties non modifiées des articles du Code révisés : tels sont les défauts, qu'on relève dans le texte du 20 mars 1917, qu'il faudrait abroger ou remettre sur le métier législatif... De telles lois ne font pas honneur au Parlement. Elles sont vraiment indignes d'être insérées dans une œuvre comme notre vieux Code civil, car elles le déparent et le déforment comme des verrues. »
Attaché à la législation républicaine, il ne manque pas de critiquer la méthode du législateur, si ce n'est son absence de méthode, dans l'élaboration des lois,.

### Jurisprudence: source de droit bénéfique
Convaincu de l'œuvre créatrice de la jurisprudence, il juge son apport favorable comme source du droit : 
« [...] les tribunaux créent peu à peu un corps de droit, une doctrine qui complète, enrichit, amende l'œuvre législative. Sans cet apport constant, sans ce rajeunissement incessant, les lois vieilliraient et se dessécheraient. Elles n'échappent à la décrépitude que par cet afflux de sang nouveau, par cette végétation complémentaire que leur apporte cette adaptation quotidienne aux besoins du commerce juridique ».
Si son Cours élémentaire de droit civil est l'une des études les plus complètes de la jurisprudence civile du XIXe siècle en France, il n'en reste pas moins mesuré quant à ses effets bénéfiques : « C'est un instrument de progrès très imparfait ».

## Œuvres
Une liste exhaustive de ses publications est disponible dans les Études de droit civil à la mémoire de Henri Capitant, Dalloz, 1939 (réimpression par Verlag-Duchemin en 1977).
- De la cause des obligations : contrats, engagements unilatéraux, legs, 1923, Dalloz, 494 p.
- Vocabulaire juridique, 1936, PUF, puis poursuivi par Gérard Cornu, et l'Association Henri Capitant avec une première édition en 1987,
- Henri Capitant, Ambroise Colin, Cours élémentaire de droit civil français, Tome 1, Tome 2, Tome 3, 1953, continué par Léon Julliot de La Morandière, Dalloz,
- Les Grands Arrêts de la jurisprudence civile. Supplément au Cours élémentaire de droit civil français d'Ambroise Colin et H. Capitant, 1934, Dalloz, 571 p., écrit avec la collaboration de Louis Balleydier et Suzanne Dalligny, repris en 1964 par Alex Weill et Léon Julliot de La Morandière, puis en 2007 par François Terré et Yves Lequette, Dalloz (12e édition, en 2 tomes)